# Венява (герб)
Венява или Перштен (пол. Wieniawa, Perszten) — один из польских гербов шляхты.

## Описание герба
В поле золотом воловья голова цвета черного с рогами, загнутыми наподобие полумесяца. В ноздрях у вола продет круг или кольцо, сплетенное из древесных ветвей. Находящаяся в нашлемнике фигура изображается различно, но по большей части в виде выходящего до половины и обращенного вправо льва, с короною на голове и мечом в правой лапе. См. герб Чихачевых (IX, 55).

## История герба
О возникновении этого герба в Польше нет сведений. Полагают, что он привезён в польские земли из Германии или Венгрии. По иным сведениям, род Венявы (ród Wieniawów) прибыл в Польшу вместе с чешской княжной Доубравкой (Dąbrówką), ставшей женой польского короля Мешко I, относя его к 1027 г. Первые достоверные упоминания о гербе относятся к 1382 г.
Существует легенда о появлении Венявы:
Во время охоты князь Моравии оказался перед угрозой быть поднятым зубром на рога. Один из его спутников, рыцарь Ластек (Łastek), схватил зубра за рога и оттащил его в сторону от князя, затем использовав прут из молодого дуба в качестве носового кольца, повёл зубра назад к князю прежде, чем тот воскликнул по-моравски «Wien haw» («Подойди один»). Впоследствии, когда зубра передали в руки одного из придворных, бык вырвался на свободу, после чего Ластек убил его мечом. Князь наградил Ластека недвижимостью и пожаловал герб «Wien haw», который стал Венявай.

## Использование герба
Герб Венява объединял 123 фамилии, включая Albinowicz, Bambelski, Bedelański, Bedleński, Bedliński, Będzieński, Białozor, Blandowski, Bobbe, Bogatko, Bognar, Bognarewicz, Bognarowicz, Bożkowski, Brodnicki, Brodzikowski, Bronisz, Bronowski, Chabielski, Chadziewicz, Cherubin, Chmielewski, Ciświcki, Czermiński, Czernikowski, Деновские (Denowski), Długosz, Długoszewski, Długoszowski, Dynowski, Dzierzkowicz, Dzierżkowicz, Elgot, Elgot, Frąckiewicz, Gliczmer, Gogolthil, Gozdzielski, Gozdziewski, Gozdzikowski, Гадзиевичи (Hadziewicz), Hordziejewicz, Гулевичи (Hulewicz), Януши (Janusz), Janwicz, Jundził, Jundziłł, Kalita, Karniński, Kawęczyński, Klimaszewski, Klityński, Kłodnicki, Kolbus, Kopsowicz, Koruna, Kosowicz, Kossowicz, Kozienicki, Козиницкие (Kozinicki), Lenartowski, Лещинские (Leszczyński), Leśkiewicz, Lgocki, Libiszewski, Libiszowski, Linck, Lingk, Linke, Lubatyński, Lubieszowski, Lubiński, Lubiszewski, Lubiszowski, Łastek, Łubiński, Makacewicz, Malcherowicz, Mankszyc, Markłowski,Michalkowski, Marszałkowski, Mężyk, Miąciński, Miączyński, Narecki, Narewicz, Narewski, Наркевичи (дворянский род) (Narkiewicz), Nieprowski, Obichowski, Obiedłow, Passowicz, Pella, Persztein, Połujan, Rawdowicz, Rostkowski, Ryłło, Ryło, Sanczalski, Slaboševičius, Soczołowski, Spargalth, Sprzednicki, Srzednicki (taki herb przypisuje im Kapica Milewski, ale najprawdopodobniej Srzedniccy byli herbu Pomian — wywodzi się zresztą od Wieniawy, patrz legenda herbowa), Szymonkowski, Śleński, Śleszyński, Торосович (Torosowicz), Toroszowicz, Trzyrski, Turosowicz, Turoszowicz, Твардава (Twardawa), Twardowa, Wayski, Węgierski, Wieniawski, Wierzbnowski, Witoszyński, Задорские (Zadorski), Зебровские (Zebrowski), Зембровские (Zembrowski), Зубрицкие (Zubrzycki), Жебровские (Żebrowski).
От герба Венява произошел герб Помян (Pomian) — в голубом поле чёрного цвета голова зубра, проткнутая между глазами мечом от правого угла к левому. Над шлемом видна закованная в латы рука, держащая обнажённый меч. По этому поводу легенда гласила: Ластек Гебда (Hebda) из Грабе (Grabie), герба Венява, убил своего брата Яранда (Jarand), гнезненского (Gniezno) декана, в местечке Любаня (Lubania), не вынеся его непристойного духовного образа жизни. Решением суда потомку Ластека было предписано изменить свой герб Венява до настоящего вида, получившим название Помян [от «Pomni nań» — «Помни о нём»].
Одни датируют это братоубийство временами Владислава Ягайлы (Władysław Jagiełła), другие — Владислава Выгнанца (Władysław Wygnaniec). Этот герб приняли около 130 фамилий.